# Brdo, Slovenske Konjice
Brdo este o localitate din comuna Slovenske Konjice, Slovenia, cu o populație de 92 de locuitori.